# Меритократія
Меритокрáтія (буквально «влада гідних», від лат. meritus — гідний і дав.-гр. κράτος — влада, правління) — це засада управління, згідно з котрою керівні посади повинні посідати більш здатні люди, незалежно від соціального або економічного походження.
Цей термін застосовуємо здебільшого в двох значеннях. Перше значення терміна припускає творення початкових умов для об'єктивно обдарованих і працелюбних людей, щоб вони здобули нагоду посісти високе суспільне становище в умовах вільної конкуренції. Друге значення відповідає системі, протилежній до аристократії й демократії, в котрій керівники призначаються з числа спеціально опікуваних талантів.

## Історія терміна
Термін (меритократія) вперше згадав (принизливо) англійський соціолог Майкл Янг в антиутопії «Піднесення меритократії, 1870—2033» (1958), в якій описує футуристичне суспільство, де суспільна позиція визначається коефіцієнтом інтелекту (IQ). У книзі така система призводить до революції, в час якої маси скидають гордовиту і відірвану від народу еліту. Подібні сюжети з'являються в низці інших літературних творів.
Пізніше в терміні «меритократія» з'явилося більше покладене значення, котре взяли на озброєння прихильники загальної рівності можливостей. У своїй книзі «Майбутнє постіндустріальне суспільство» (1973), Денієл Белл уважив, що меритократія дозволить відсунути бюрократію та змінити у соціальній будову суспільства в цілому. Схожих поглядів додержувалися й представники неоконсерватизму в західній соціології (Збігнєв Бжезинський).

## Здійснення меритократії
На думку одних дослідників, Китай в декотрі періоди історії був близький до здійснення меритократичної системи. Так за часів династії Сун широко застосовували трьохступеневу систему іспитів, за поміччю якої на роль правителів обирали претендентів, котрі ліпше за інших тямили мистецтво, конфуціанство та адміністративні проблеми. У США поширена думка, що засада меритократії там уже здійснена, тож осібні здобутки американців залежать тільки від здатності, працьовитості, життєвих засад і моральності. Критики звертають увагу на те, що як і раніше важливу роль грають спадщина, соціальні й культурні переваги, об'єктивні можливості на ринкові праці та, для індивідуального підприємництва, вдача, доступ до якісної освіти й рівень дискримінації.

## Меритократія в Україні
В Україні меритократія нині не здійснена, однак були спроби існування терміна «меритократія» в назвах і політичних програмах в деяких політичних партіях. Прикладом, у 2011 році в Україні офіційно зареєстрували політичну партію «Меритократична партія України».

Також принципи меритократії пропагує «Азовський рух» і політична партія Національний Корпус. Її ідеолог — Микола Кравченко об'єднує націократію і меритократію, і пропонує здійснення влади не через партії, а через професійні об'єднання відповідно до компетенції.

## Критика
Одним з аналітиків меритократії був математик Олександр Гротендік. Він простежив еволюцію елітарної групи математиків від товариства геніїв до поділу соціальної клітинки на дві касти: жорстокосердних «вищих» і «болото», що живе в страху. На думку деяких критиків меритократії, цей концепт покликаний виправдати привілеї інтелектуальної еліти.

## Похідні утямки
Меритократичність — це питомість системи організації праці, при котрій панує орієнтація на заохочення здобутків й ефективності («кожному — за здатностями»).